# Wysznewe (rejon czerniwecki)
Wysznewe (ukr. Вишневе) – wieś na Ukrainie, w obwodzie winnickim, w rejonie czerniweckim. W 2001 roku liczyła 60 mieszkańców.